# Ismail Pascha

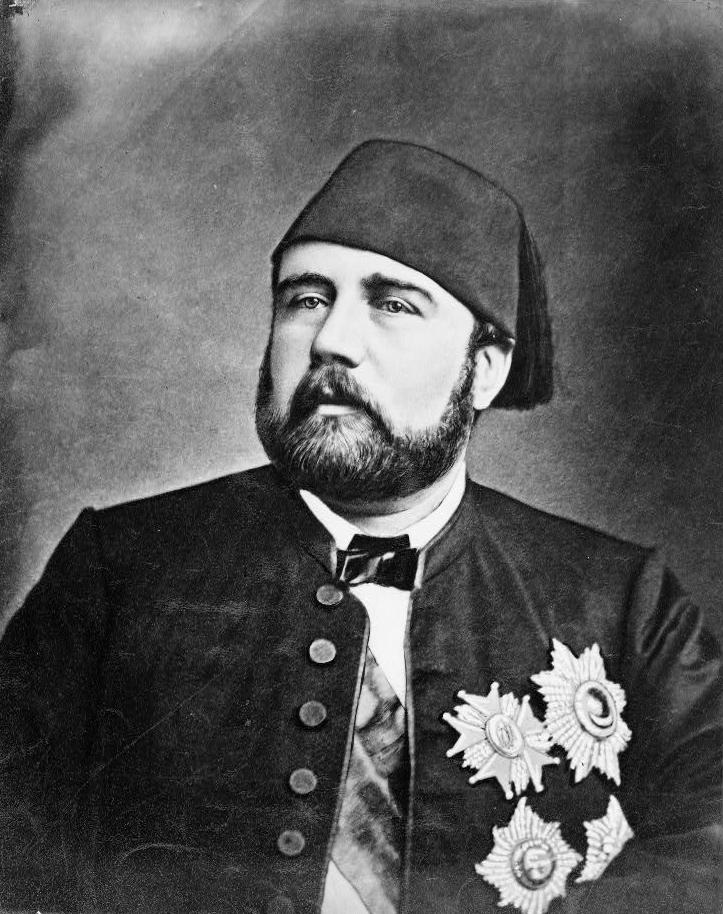
Ismail Pascha, Fotografie

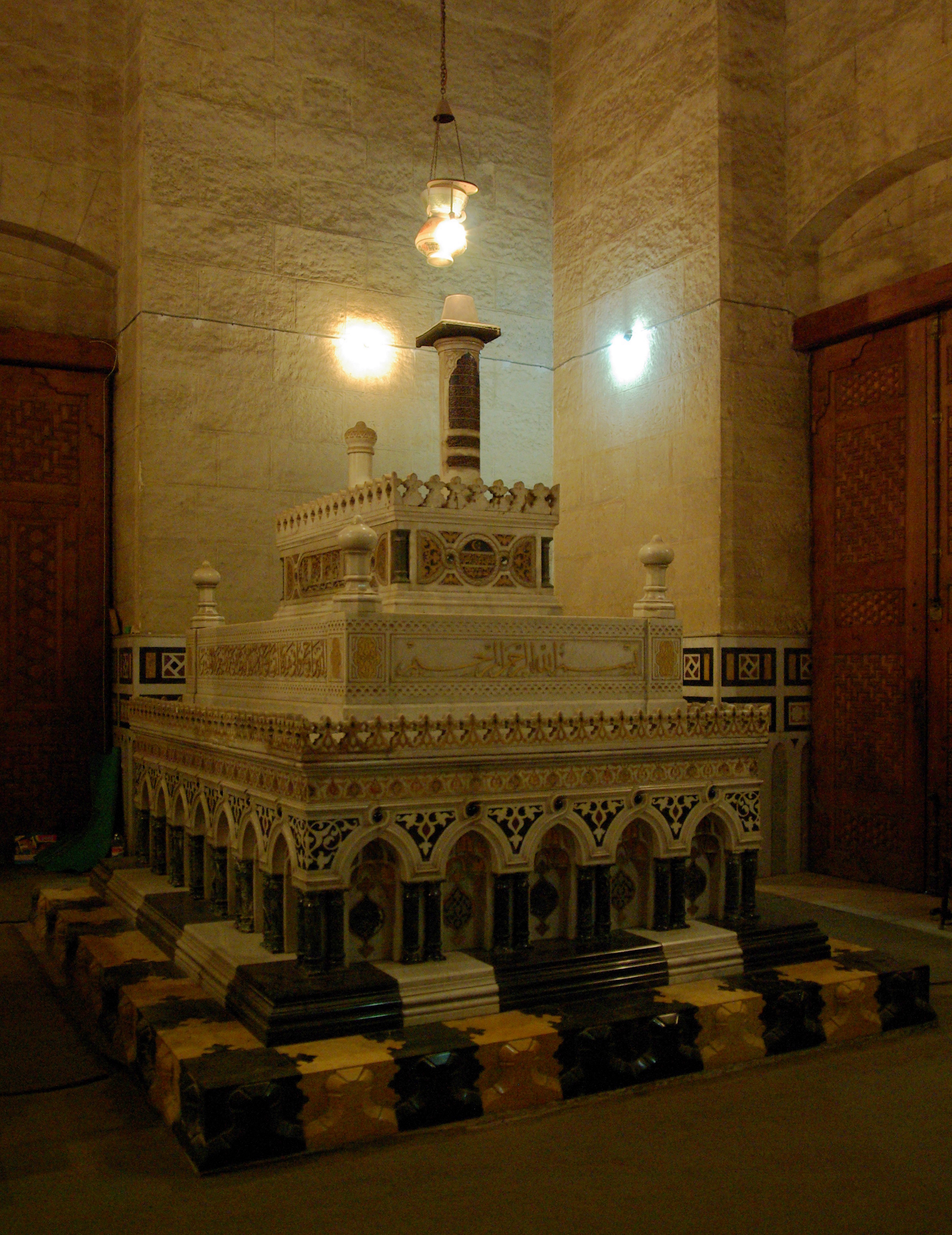
Grab Ismail Paschas in der Kairoer Al-Rifa'i-Moschee

Ismail Pascha (arabisch إسماعيل باشا, DMG Ismāʿīl Paša; * 31. Dezember 1830 in Kairo; † 2. März 1895 in Konstantinopel) war von 1863 bis 1867 Wali (Gouverneur) und von 1867 bis 1879 Khedive (Vizekönig) der osmanischen Provinz Ägypten. Er ist auch unter dem Beinamen Ismail der Prächtige bekannt. Ismail führte eine Modernisierung Ägyptens durch, stürzte das Land aber auch in schwere Schulden. Unter seiner Herrschaft erreichte Ägypten die größte Ausdehnung, bis ins Gebiet des heute südsudanesischen Gondokoro.

## Leben
Ismail wurde in Kairo als zweiter von drei Söhnen Ibrahim Paschas geboren. Er war ein Enkel des Begründers der bis 1953 regierenden Dynastie des Muhammad Ali. Ismail fuhr 1844 gemeinsam mit seinem ältesten Bruder Achmed zur Ausbildung nach Paris, wobei der spätere Minister Ali Pascha Mubarak als Begleiter mitreiste. Als sein Vater 1849 starb, kehrte er an den Nil zurück. Nach dem Tod seines älteren Bruders wurde er Erbe seines Onkels Muhammad Said, des Wali von Ägypten. Dieser berief ihn 1855 in den Staatsrat und betraute ihn mit wichtigen amtlichen Funktionen. Ismail wurde unter anderem in diplomatischer Mission ins Ausland gesandt, so zum Papst, zum französischen Kaiser Napoleon III. und zum osmanischen Sultan. 1861 leitete Ismail bei einer längeren Abwesenheit seines Onkels an dessen Stelle die Regierung. Gegen Jahresende erhielt er die Order, einen im Sudan ausgebrochenen Aufstand zu unterdrücken. An der Spitze eines 14.000 Mann starken Korps erfüllte er den Auftrag erfolgreich.

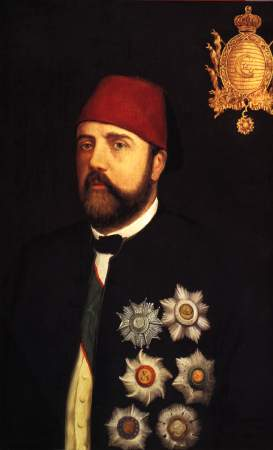
Ismail Pascha, Gemälde

Nach dem Tode seines Onkels Muhammad Said am 18. Januar 1863 wurde er ohne Widerspruch zu dessen Nachfolger proklamiert. Er bekam 1867, gegen die Verdoppelung des Tributs, von Sultan Abdülaziz den erblichen Titel Khedive verliehen.
Ismail führte die Staatsgeschäfte sowohl mit Geschick als auch verschwenderisch. Nach seiner erzwungenen Abdankung am 26. Juni 1879 übernahm sein Sohn Tawfiq das Amt, und Ismail verließ Ägypten. Ein Aufenthalt in Konstantinopel wurde ihm anfangs verwehrt. Er reiste am 30. Juni 1879 mit einem Zug voller Güter in Kairo ab, schiffte sich tags darauf von Alexandria mit seinem Harem nach Neapel ein und bemühte sich vergeblich, durch Rundreisen zu den europäischen Mächten die Wiederherstellung seiner Herrschaft zu erlangen. Der Sultan Abdülhamid II. gestattete Ismail Pascha schließlich, sich auf seinen Palast Emirgan am Bosporus zurückzuziehen. Dort blieb er, mehr oder weniger ein Staatsgefangener, bis an sein Lebensende. Der ehemalige Khedive starb 1895 in Konstantinopel. Sein jüngerer Sohn Fu'ād I. wurde 1922 der erste König von Ägypten.

## Politisches Wirken

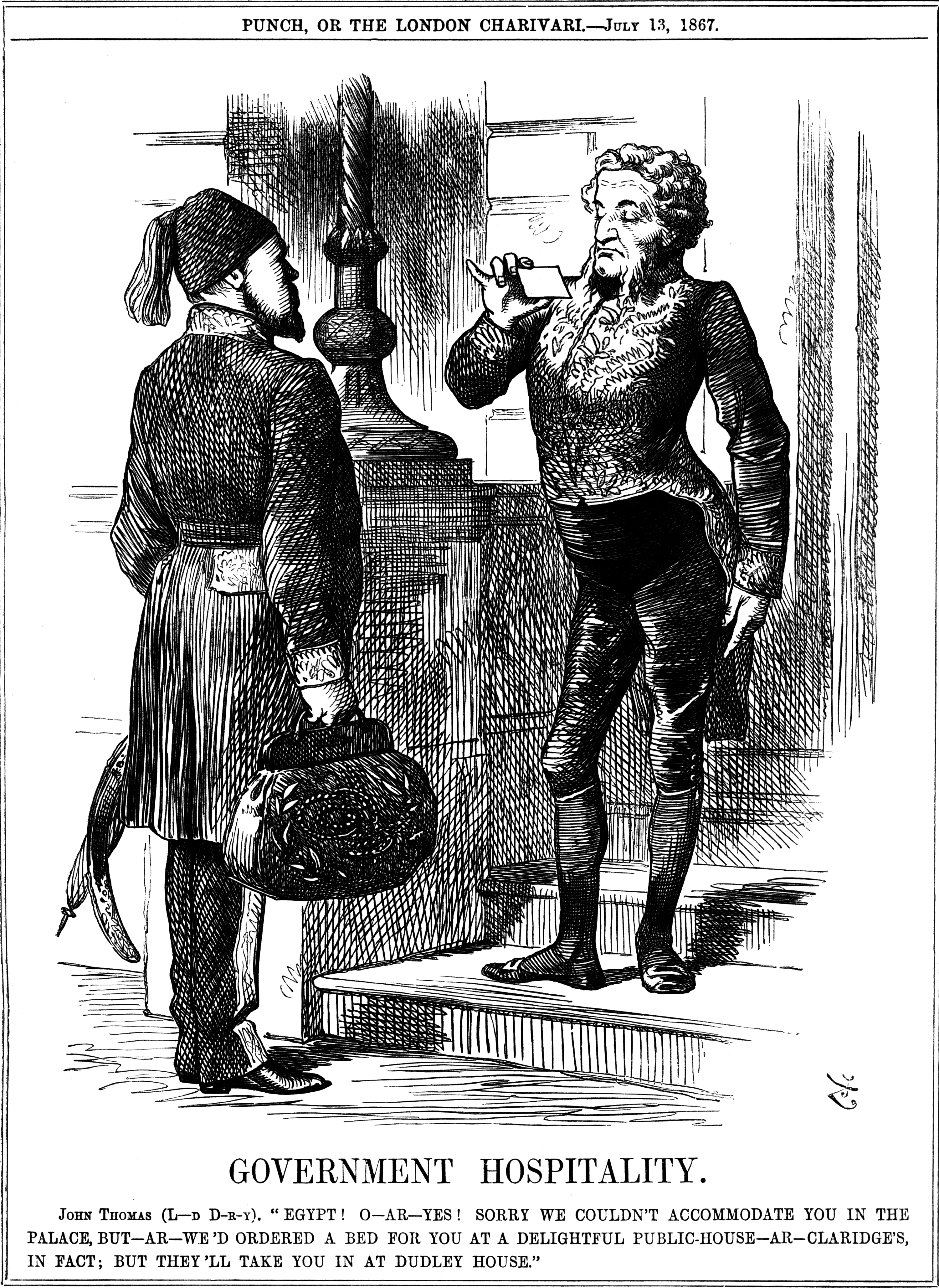
Ein Cartoon im Punch zeigt Ismail Pascha während seines Besuchs in Großbritannien 1867

Ismail führte die an freisinnigen Grundsätzen orientierte Politik seines Vorgängers fort. Seine verschwenderische Hofhaltung, Investitionen und Rüstungsausgaben verschlangen enorme Mittel und belasteten Ägypten zunehmend mit Schulden. Ismail drückte dem Volk, besonders den Fellachen, Steuern und Frondienste auf, um die hohen Summen aufzubringen. Dessen ungeachtet erwarb er sich bedeutende Verdienste um sein Land: Er
- führte die Baumwollkultur in Ägypten ein und schuf eine Zuckerindustrie.
- setzte die Vollendung des Sueskanals gegen von England angestiftete türkische Intrigen durch.
- berief 1866 eine ägyptische Notabelnversammlung ein, um über innere Reformen zu beraten.
- gestaltete das Steuersystem und das Postwesen um.
- baute Paläste, be- und unterhielt verschwenderisch eine Oper und ein Theater, errichtete in Kairo ein Museum, eine Bibliothek und die Sternwarte.
- erweiterte Kairo groß nach Westen hin und baute den neuen Stadtteil nach Pariser Vorbild. Auch Alexandria wurde städtebaulich verbessert.
- initiierte ein Projekt zum Eisenbahnbau.

Hauptsächlich war Ismails Augenmerk darauf gerichtet, die Herrschaft seiner Dynastie zu festigen und sich vom türkischen Sultan unabhängig zu machen. Im Mai 1866 erhielt er die Zustimmung der Hohen Pforte zur Regelung der Erbfolge in direkter Linie. Ein Jahr später, als das osmanische Reich wegen eines Aufstandes auf Kreta seiner Hilfe bedurfte, erhob ihn der Sultan Abdülaziz zum Khediven (Vizekönig) und machte einige Zugeständnisse für die Selbstständigkeit der Verwaltung Ägyptens.
Ismail ging dann daran, sich ein starkes Heer nach europäischem Muster und eine Flotte von Panzerschiffen anzuschaffen. Als er 1869 eine Reise an die europäischen Höfe antrat, über die Neutralisierung des Sueskanals und die Aufhebung der Konsulargerichtsbarkeit selbstständige Verhandlungen mit den Mächten anknüpfte und so sein Streben nach Unabhängigkeit kundtat, schritt die Pforte ein. Ismail, welcher für einen Krieg auf keine fremde Hilfe hoffen konnte, musste sich im Dezember 1869 dem türkischen Sultan unterwerfen, eine Begrenzung des Heeres auf 30.000 Mann zusichern und der Pforte im März 1870 seine Panzerschiffe ausliefern. Im Juli 1870 und den Jahren 1872 und 1873 besuchte Ismail Konstantinopel. Mit einer Bakschisch-Politik versuchte er seine Position zu verbessern. Durch reichliche Geldgeschenke an Sultan Abdülaziz und dessen vornehmste Beamte erlangte er einen neuen Ferman vom 8. Juni 1873, der ihm zwar einen Tribut von 1 Million Taler (3 Millionen Goldmark) auferlegte, ihm jedoch einen höheren Rang und dem Khedivat Ägypten eine sehr weitreichende Autonomie garantierte.
Dieser – frühere ersetzende – neue Ferman bestätigte den Khediven die direkte Erbfolge für männliche Nachkommen (Erstgeburtsrecht). Außerdem wurde in dem Sultanserlass
- die vollständige Unabhängigkeit der ägyptischen Verwaltung und Justiz,
- das Recht, Verträge mit fremden Mächten (über den Handel und innere Landesangelegenheiten, nichtpolitische und Staatsverträge) abzuschließen,
- das Münzrecht (jedoch mit des türkischen Sultans Namenszug) und
- die Befugnis zur Aufnahme von Anleihen oder anderer Schulden,

verankert.
Ismails kriegerische Unternehmungen führten zur Eroberung von Darfur. Das Sultanat wurde am 9. Dezember 1874 annektiert. Ein Feldzug ins nördliche Abessinien brachte hingegen keinen Erfolg. 1877 schlossen Ägypten und Abessinien einen Friedensvertrag.
Die gesamten Entwicklungen ließen Ägypten tief in die Schuld der europäischen Großmächte geraten, was diese nutzten, um Konzessionen von Ismail erhalten. In Alexandria wurde 1875 ein internationaler Gerichtshof gegründet, welcher die bisherige Konsulargerichtsbarkeit europäischer Mächte im Lande ablöste. Er entschied über Rechtsstreitigkeiten von Ägyptern mit Ausländern und Rechtsstreite der Ausländer untereinander. Das Gremium war mit europäischen und einheimischen Richtern besetzt. Dieses Mischsystem war bei den Einheimischen eine der unpopulärsten Maßnahmen.
Durch die Verwaltungsreformen, eine starke Bautätigkeit sowie eine verfehlte Finanzpolitik stieg die Staatsverschuldung kräftig an. Zum finanziellen Ruin Ägyptens führte vor allem die Beteiligung an den Baukosten des Sueskanals. Schließlich expandierten die Schulden unter Ismail Paschas so, dass der Staat 1878 nicht mehr im Stande war, seinen Gläubigern die Zinsen zu bezahlen. Aus Staatsschulden von 3 Millionen Pfund Sterling bei seinem Amtsantritt als Khedive waren inzwischen 100 Millionen Pfund Sterling geworden. Schon 1875 war Ägypten faktisch bankrott. Die Besitzer der Anleihen wurden unruhig. Ismail musste unter anderem seinen Bestand an Sueskanalaktien an Großbritannien verkaufen. Am 24. November 1875 wechselten 176.602 Aktien für 3.976.582 Pfund Sterling den Besitzer. Im Folgejahr richteten Frankreich und Großbritannien eine Kontrollkommission für die zerrütteten ägyptischen Finanzen ein.
Der Staat geriet 1878 vollends unter internationale Finanzaufsicht. In das ägyptische Regierungskabinett unter Premierminister Nubar Pascha wurden auf ausländischen Druck hin der Brite Charles Rivers Wilson als Finanzminister und der Franzose Marquis de Blignières als Arbeitsminister berufen. Das mochten viele Ägypter nicht hinnehmen und scharten sich um den unzufriedenen Obersten Ahmed Urabi. Die Urabi-Bewegung verbrauchte Ägypten in den folgenden Jahren. Ismail Pascha tat wenig, der Revolte entgegenzutreten, weil er hoffte, die europäischen Mächte dadurch loszuwerden. Er löste die Regierung auf. Großbritannien und Frankreich bestanden aber auf der Wiedereinsetzung ihrer Minister. Als sich der Khedive angesichts der in weiten Landesteilen herrschenden Verdrossenheit dazu nicht bereit fand, wurde er auf Betreiben der europäischen Mächte am 26. Juni 1879 vom türkischen Sultan wegen Verschwendung zur Abdankung gezwungen. Sein Amt übernahm sein Sohn Tawfiq (auch „Tewfik“ geschrieben), der sich den Wünschen der Mächte gegenüber willfähriger zeigte.

## Sonstige Initiativen
- 1869 eröffnete Ismail den Sueskanal. Er veranstaltete hierzu ein Fest von beispiellosem Ausmaß und lud Würdenträger rund um die Welt dazu ein.
- Die Stadt Ismailia am Suezkanal wurde nach ihm benannt.
- Der deutsche Afrikaforscher Gerhard Rohlfs erhielt vom Khediven den Auftrag für eine Expedition zu den Kufra-Oasen.
- Ismail Pascha gab beim italienischen Komponisten Giuseppe Verdi eine Oper für Kairos Opernhaus in Auftrag. So entstand dessen Werk Aida.
- Khartum wurde Gouverneurssitz und damit Hauptstadt des Sudans.

## Ehrungen und Auszeichnungen
- 1874 Wahl zum Ehrenmitglied Bayerische Akademie der Wissenschaften
- Knight Grand Commander of the Order of the Star of India
- Knight Grand Cross of the Order of the Bath

## Nachkommen (Auswahl)
- Tevhide (2. August 1850 bis 3. Oktober 1888)
- Muhammad Tawfik (15. November 1852 bis 7. Januar 1892)
- Fatima (3. Juni 1853 bis 18. November 1920)
- Hussein Kamil (21. November 1853 bis 9. Oktober 1917)
- Hasan Ismail (30. Dezember 1854 bis 23. März 1888)
- Zeyneb (1859 – 19. August 1875)
- Ibrahim Hilmi (18. Oktober 1860 bis 15. März 1927)
- Mahmud Hamdi (6. März 1863 bis 16. September 1921)
- Ahmad Fu'ād (26. März 1868 bis 28. April 1936)
- Jamila Fazila (1869–1896)
- Amina Aziza (23. September 1875 bis 9. September 1931)
- Ali Jamal (1875–1893)
- Nimatullah (19. September 1876 bis 21. Juni 1945)